# Евреи в Европа
Евреите в Европа е понятие, което обхваща всички представители на еврейската народност и които са живели или живеят на територията на континента Европа.

## История на евреите в Европа

### Евреите в Късното Средновековие
Евреите са подложени на гонения и обвинявани за разпространението на пандемията чрез отравяне на източниците на питейна вода за населението. През февруари 1349 г. в Страсбург са убити 2000 евреи, през август същата година в Майнц и Кьолн еврейските общности са унищожени. През 1351 г. 60 по-големи и 150 по-малки еврейски общности са разрушени. Поради невъзможността на тогавашните лекари да обяснят произхода на болестта и да предложат лечение, европейците се обръщат към астрологията, земетресенията и въпросното отровителство от страна на евреите. Съвременникът им Джовани Бокачо, обаче, подлага на съмнение подобни обяснения.

### Прогонване на евреите от Испания (1492)
През периода на ранномодерна Европа се осъществява преместването на стопанския център на Европа от Южна Европа към Западна Европа, който процес немският социолог Вернер Зомбарт разглежда подробно в своята книга „Евреите и модерният капитализъм“. Според Зомбарт самият Колумб е бил евреин. През същата 1492 г. Фердинанд II Арагонски и Изабела I Кастилска издават Алхамбрийския декрет, с който евреите са прогонени от Арагон и Кастилия. Според Зомбарт именно предизвиканото мащабно движение на евреите от юг и изток на северозапад (към тогавашните Франция, Англия, Холандия и западните части на Свещената римска империя) измества стопанския център на Европа и дава облика на модерния капитализъм.

## Численост на евреите в Европа по страни

### България
1. ↑  19 години по-късно, през 1370 г., цялата еврейска общност в Белгия е прогонена.
2. ↑  Прочутото произведение на Бокачо „Декамерон“ е издадено през 1353 г. – годината, в която Черната смърт утихва и изчезва.